# 小川千甕
小川 千甕（おがわ せんよう、1882年10月3日 - 1971年2月8日）は、京都市出身の仏画師・洋画家・漫画家・日本画家。本名は小川多三郎。

## 人物
京都に生まれる。15歳で仏画師・北村敬重の徒弟となり日本画を学ぶ。一方で20歳の時には洋画家の浅井忠に師事し、洋画を学ぶ。24歳からは雑誌『ホトトギス』の挿絵なども手掛ける。京都市立陶磁器試験場の技手として絵付けに従事する。28歳で東京に移り、『ホトトギス』『太陽』などに挿絵や漫画を発表し、人気を得る。
1913年（大正2年）から1914年（大正3年）にはヨーロッパに遊学し、帰国後は仁科展に油彩画を発表する。その後、日本画家の平福百穂の主催する日本画グループである珊瑚会に参加すると日本画へ移行し、1921年（大正10年）には院展に日本画を出展している。自由な表現できる日本画である「南画」を追求。多くの作品を発表し、戦後にかけて文人への憧れから「詩書画」を多く手掛けるようになる。
1916年（大正6年）には山梨県東八代郡境川村（現・山梨県笛吹市境川町小黒坂）出身の俳人・飯田蛇笏（いいだ だこつ）が排誌『雲母』を創刊する。小川は『雲母』の表紙絵を手がけており、1915年（大正5年）3月には『ホトトギス』同人の高浜虚子らが「甲州吟行」を行うと、蛇笏ら山梨県の俳人が一行を案内しており、この甲州吟行には平福や小川も参加している。小川は1928年（昭和3年）にも山梨県を旅行しており、甲府近郊の御岳昇仙峡を訪れ、甲府・長禅寺における句会にも参加し、その際の様子を《甲州紀行画巻》として描いている。

## 画帖
- 『西遊画帖』上・下（1914年）（所蔵：京都国立近代美術館）[6]
- 『東京写生画帖』其の一、其の二（1917年）（所蔵：京都国立近代美術館）[7]

## 歿後の展覧会
- 小川千甕展　縦横無尽に生きる―彼は仏画師・洋画家・漫画家・日本画家だった。（福島県立美術館：2014年10月11日〜11月24日[8]、泉屋博古館分館：2015年3月7日～5月10日）、京都府立京都文化博物館：2015年12月8日〜2016年1月31日[9]）
- 小川千甕、再び―池上百竹亭コレクション（松本市美術館、2016年9月27日〜 2017年1月9日）[10]